# Voivodato di Legnica

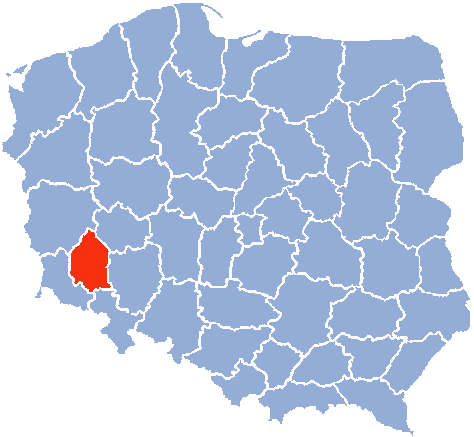
Voivodato di Legnica

Il voivodato di Legnica (in polacco: województwo legnickie) è stata un'unità di divisione amministrativa e governo locale della Polonia dal 1975 al 1998. Nel 1999 è stato sostituito dal voivodato della Bassa Slesia.
La capitale era Legnica.

## Principali città (popolazione nel 1995)
- Legnica (108.000)
- Lubin (83.500)
- Głogów (74.200)
- Jawor (25.600)
- Polkowice (21.600)